# Список вимерлих тварин Австралії
Список вимерлих тварин Австралії — перелік тварин, що вимерли після прибуття перших європейських колоністів у 1788 році. У списку 24 види чи підвиди птахів, 4 види жаб, 27 видів та підвидів ссавців та 6 видів безхребетних.    

## Список

###### Птахи
| Вид                                    | Українська назва          | Історичний ареал                                | Примітки | Зображення |
| -------------------------------------- | ------------------------- | ----------------------------------------------- | --- | ---------- |
| Aplonis fusca                          | Шпак-малюк норфолцький    | Новий Південний Уельс, острів Норфолк, Лорд-Гав | Останнє зафіксовано у 1923 році                                                                                           |            |
| Columba vitiensis godmanae             |                           | Lord Howe Island                                | Востаннє зафіксований у 1853 році. Вимер через полювання.                                                                 |            |
| Cyanoramphus subflavescens             | Какарікі лорд-гаузький    | Лорд-Гав                                        | Востаннє зафіксований 1869 р. Винищений землевласниками через хижацтво у садах.                                           |            |
| Dasyornis broadbenti litoralis         |                           | Західна Австралія                               | |            |
| Dromaius novaehollandiae minor         | Ему карликовий            | острів Кінг                                     | Два останні птахи вимерли у 1822 році у неволі. Вимер через полювання.                                                    |            |
| Dromaius novaehollandiae baudinianus   | Ему чорний                | острів Кенгуру                                  | Вимер 1827 року через полювання                                                                                           |            |
| Dromaius novaehollandiae diemenensis   | Ему тасманійський         | Тасманія                                        | Вимер 1850 року через полювання                                                                                           |            |
| Drymodes superciliaris colcloughi      |                           | Північна Територія                              | Останній запис у 1910 році. Цей підвид може бути недійсним. Він відомий лише з двох екземплярів сумнівного походження.    |            |
| Gallicolumba norfolciensis             |                           | острів Норфолк                                  | Вимер у 1850-тих роках |            |
| Gerygone insularis                     |                           | Лорд-Гав                                        | Не зафіксований з 1928 року. Вимер внаслідок завезення чорних пацюків після аварії корабля SS Makambo в червні 1918 року. |            |
| Hemiphaga novaeseelandiae spadicea     |                           | острів Норфолк                                  | |            |
| Lalage leucopyga leucopyga             | Оругеро довгохвостий      | острів Норфолк                                  | |            |
| Nestor productus                       | Нестор скельний           | острів Норфолк                                  | Вимер 1851 року |            |
| Ninox novaeseelandiae albaria          |                           | острів Лорд-Гав                                 | 1950s |            |
| Ninox novaeseelandiae undulata         |                           | острів Норфолк                                  | 1996 |            |
| Porphyrio albus                        | Султанка біла             | Лорд-Гав                                        | |            |
| Psephotus pulcherrimus                 | Папужка червоноплечий     | східне узбережжя Австралії                      | |            |
| Rallus pectoralis clelandi             |                           | Західна Австралія                               | востаннє спостерігався у 1932 році                                                                                        |            |
| Gallirallus philippensis macquariensis |                           | острів Макуорі                                  | |            |
| Rhipidura fuliginosa cervina           | Віялохвістка лорд-гавська | Лорд-Гав                                        | Не зафіксований з 1924 року. Вимер внаслідок завезення чорних пацюків після аварії корабля SS Makambo в червні 1918 року. |            |
| Turdus poliocephalus poliocephalus     |                           | острів Норфолк                                  | |            |
| Turdus poliocephalus vinitinctus       |                           | острів Лорд-Гав                                 | Не зафіксований з 1924 року. Вимер внаслідок завезення чорних пацюків після аварії корабля SS Makambo в червні 1918 року. |            |
| Zosterops albogularis                  | Окулярник норфолцький     | острів Норфолк                                  | |            |
| Zosterops strenuus                     | Окулярник зелений         | Лорд-Гав                                        | Не зафіксований з 1923 року. Вимер внаслідок завезення чорних пацюків після аварії корабля SS Makambo в червні 1918 року. |            |

### Земноводні
Причина вимирання цих видів жаб незрозуміла, але зменшення популяції жаб є глобальним явищем. 14 видів занесені до категорії критично зникаючих, і деякі з них можливо вже вимерли.
| Види                     | Українська назва                 | Історичний ареал | Коментар                                       | Зображення |
| ------------------------ | -------------------------------- | ---------------- | ---------------------------------------------- | ---------- |
| Rheobatrachus silus      | Шлунково-виводкова жаба південна | Квінсленд        | Останній дикий зразок зафіксований у 1981 році |            |
| Rheobatrachus vitellinus |                                  | Квінсленд        | Останній дикий зразок зафіксований у 1985 році |            |
| Taudactylus acutirostris |                                  | Квінсленд        | Останній дикий зразок зафіксований у 1997 році |            |
| Taudactylus diurnus      |                                  | Квінсленд        | Останній дикий зразок зафіксований у 1979 році |            |

### Плазуни
| Види                       | Українська назва | Історичний ареал | Коментар                                                                     | Зображення |
| -------------------------- | ---------------- | ---------------- | ---------------------------------------------------------------------------- | ---------- |
| Emoia nativitatis          |                  | Острів Різдва    | Останній екземпляр у неволі загинув 31 травня 2014 року                      |            |
| Tympanocryptis pinguicolla |                  | Вікторія         | Можливо, вимерли; Останній відомий дикий екземпляр зафіксований у 1969 році. |            |

### Ссавці
| Види                              | Українська назва         | Історичний ареал      | Коментар                                   | Зображення                  |  |
| --------------------------------- | ------------------------ | --------------------- | ------------------------------------------ | --------------------------- |  |
| Bettongia penicillata penicillata |                          | NSW, NT, SA, VIC, WA  |                                            |                             |  |
| Caloprymnus campestris            |                          | Qld, SA, NT           | 1935                                       |                             |  |
| Chaeropus ecaudatus               | Бандикут свиноногий      | NSW, NT, SA, VIC, WA  | 1950s                                      |                             |  |
| Conilurus albipes                 | Кролячий пацюк білоногий | NSW, Qld, SA, VIC     | 1857                                       |                             |  |
| Lagorchestes asomatus             |                          | Північна територія    | 1935                                       |                             |  |
| Lagorchestes hirsutus hirsutus    |                          | NT, SA, WA            |                                            |                             |  |
| Lagorchestes leporides            |                          | NSW, Qld, SA, VIC     | 1890                                       |                             |  |
| Lagostrophus fasciatus albipilis  |                          | Західна Австралія     |                                            |                             |  |
| Leporillus apicalis               |                          | NSW, NT, SA, VIC, WA  | 1933                                       |                             |  |
| Macropus eugenii eugenii          | Кенгуру таммар           | SA                    | Є інтродукована популяція в Новій Зеландії |                             |  |
| Macropus greyi                    | Кенгуру Ґрея             | SA, VIC               | 1932                                       |                             |  |
| Macrotis leucura                  |                          | NT, Qld, SA           | 1931                                       |                             |  |
| Melomys rubicola                  |                          | риф Брамбл Кей        | 2016                                       |                             |  |
| Notomys longicaudatus             |                          | NT, SA, WA            | 1901                                       |                             |  |
| Notomys macrotis                  |                          | Західна Австралія     | 1843                                       |                             |  |
| Notomys mordax                    |                          | NSW, Qld              | 1846                                       |                             |  |
| Onychogalea lunata                | Кенгуру місяцекігтевий   | SA, WA                | 1956                                       |                             |  |
| Perameles bougainville fasciata   |                          | NSW, VIC              |                                            |                             |  |
| Perameles eremiana                |                          | NT, SA, WA            | <1960                                      |                             |  |
| Pipistrellus murrayi              |                          | острів Різдва         | 2009                                       |                             |  |
| Potorous platyops                 |                          | Західна Австралія     | 1865                                       |                             |  |
| Pseudomys glaucus                 |                          | NSW, Qld              | 1956                                       |                             |  |
| Pseudomys gouldii                 | псевдомиша Ґульда        | NSW, Qld, SA, VIC, WA | 1857                                       |                             |  |
| Pteropus brunneus                 |                          | Квінсленд             | кінець 1800-х років                        |                             |  |
| Rattus macleari                   |                          | острів Різдва         | 1908                                       |                             |  |
| Rattus nativitatis                |                          | острів Різдва         | востаннє спостерігався в 1903 році         | Файл:Rattus nativitatis.jpg |  |
| Thylacinus cynocephalus           | Тилацин                  | Тасманія              | 1936                                       |                             |  |

#### Можливо вимерлі ссавці
| Види                 | Українська назва          | Історичний ареал | Коментар | Зображення |
| -------------------- | ------------------------- | ---------------- | -------- | ---------- |
| Crocidura trichura   |                           | острів Різдва    | 1985 рік |            |
| Nyctophilus howensis | Вуха лорда Хоу давно вуха | Лорд-Гав         |          |            |

### Безхребетні
| Види                               | Українська назва | Історичний ареал       | Коментар                                | Зображення |
| ---------------------------------- | ---------------- | ---------------------- | --------------------------------------- | ---------- |
| Hypolimnus pedderensis             |                  | озеро Педдер, Тасманія | Вимер в 1972 році після будівництва ГЕС |            |
| Nancibella quintalia               |                  | острів Норфолк         |                                         |            |
| Tornelasmias capricorni            |                  | Лорд-Гав               | [ 6 ]                                   |            |
| Angrobia dulvertonensis            |                  | острів Маккуорі        | 1996 р.                                 |            |
| Placostylus bivaricosus etheridgei |                  | Лорд-Гав               | [ 8 ]                                   |            |